# Колт морнарички револвер
Колт морнарички револвер модел 1851 (енгл. Colt 1851 Navy Revolver), амерички револвер капислар из 19. века. Први масовно произведени Колтов револвер који је достигао светску популарност.

## Историја
Колтов коњички револвер, модел 1849, био је моћно оружје, калибра 11,2 мм и тежине готово 2 кг, али су га његова величина и тежина чинили непогодним за употребу код пешадинаца и цивила. Као одговор на потребе тржишта, 1851. произведен је нешто мањи Колтов морнарички револвер, који је у свком погледу био лакши за ношење и коришћење, и брзо је постао екстремно популаран. Фирма Колт је управо започела производњу у својој новој фабрици и одлучила је да се окрене извозу на велико. Велика изложба у Лондону 1851. пружила је Колту одличну прилику за рекламу и њихова демонстрација револвера привукла је велику па̟жњу јавности. Револвери су у то време били слабо познати у Енглеској, али њихова вредност је брзо препозната  - и Колт је отворио фабрику у Лондону, која је радила 1853-1857.

## Карактеристике
Колтов морнарички револвер био је сличан ранијим моделима (Колт коњичком револверу и Вокеру), али мањи. Имао је осмоугаону цев са фиксним предњим нишаном, која је била причвршћена за тело револвера клином који је пролазио кроз отвор на веома јакој осовни цилиндра. Добош са 6 метака био је гладак изузев четвртастих улегнућа за кочницу, и пунио се спреда барутом и куглама. Испод цеви био је монтиран механички уређај за набијање кугли, са кратком гвозденом шипком која је улазила у најнижу комору добоша повлачењем полуге испод цеви наниже. Револвер је имао полулоптасти непокретни затварач, са улегнућем са десне стране како би се омогућило стављање каписли на шупље брадавице (цевчице) на задњој страни сваке барутне коморе.